# Eurycea junaluska
Eurycea junaluska (tên tiếng Anh: Junaluska Salamander) là một loài kỳ giông trong họ Plethodontidae. Nó là loài đặc hữu của Hoa Kỳ. Các môi trường sống tự nhiên của chúng là sông và sông có nước theo mùa.
Nó bị đe dọa do mất môi trường sống.